# 7-cloro-4-nitrobenzofurazano
Il 7-cloro-4-nitrobenzofurazano (o 7-cloro-4-nitro-2,1,3-benzossadiazolo) è un composto eterociclico.
A temperatura ambiente si presenta come un solido giallo dall'odore caratteristico.